# Теоклитос, Майкл
Серафим Майкл Теоклитос (англ. Serafim Michael Theoklitos; 11 февраля 1981, Мельбурн) — австралийский футболист, вратарь. По национальности грек.

## Карьера

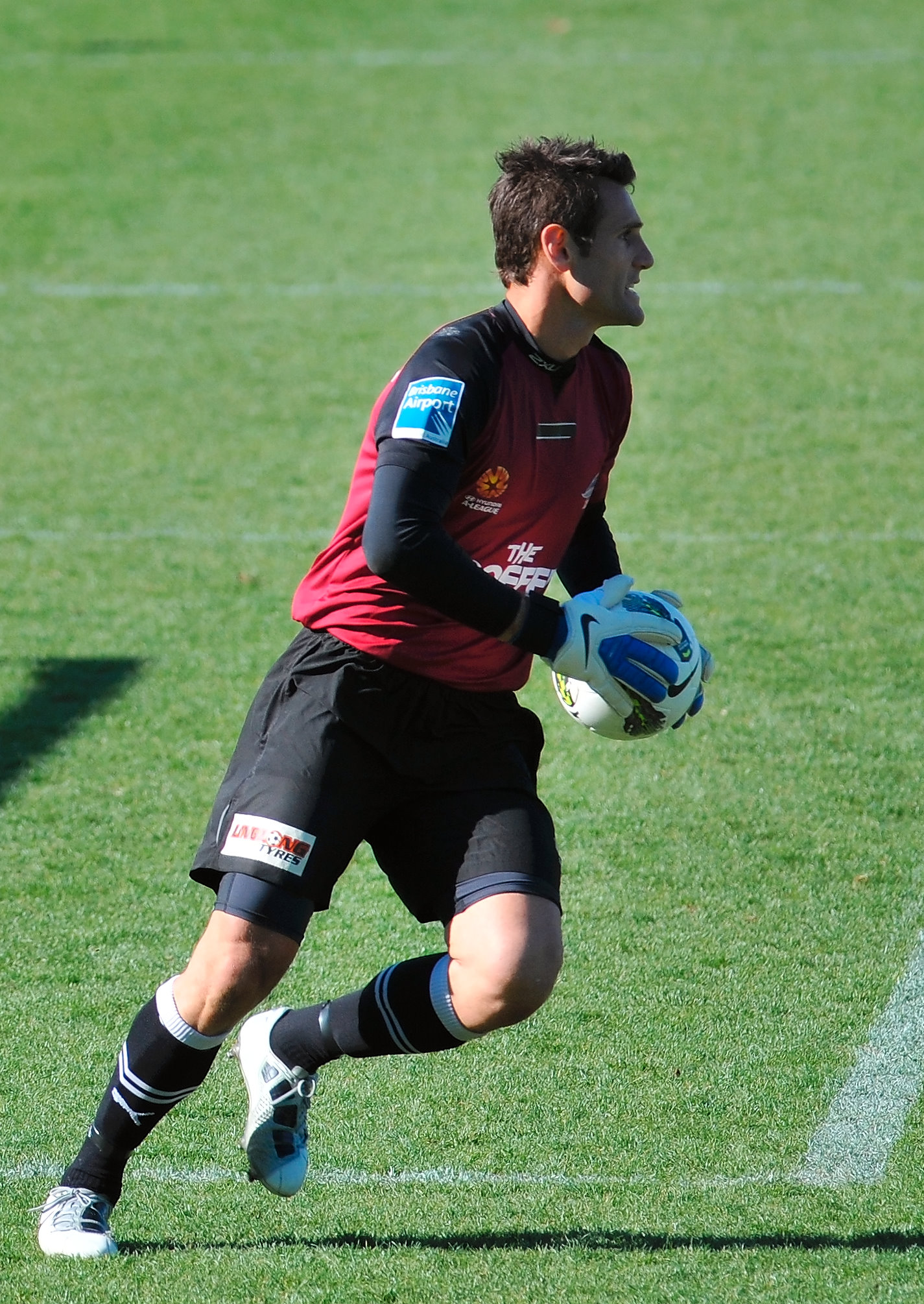
Теоклитос в товарищеском матче против «Мельбурн Виктори»

До 2001 года играл за клубы Премьер-лиги Виктории и новозеландский клуб «Футбол Кингз». В возрасте 21 года перешёл в клуб «Блэкпул», однако из-за травмы сыграл за его основу всего 3 матча (2 в чемпионате, 1 в кубке) и вернулся обратно в «Буллин Зебрас». В 2005 году был куплен «Мельбурн Виктори» и провёл за клуб в A-League 72 матча, дважды становился чемпионом лиги (2006/07 и 2008/09).
Теоклитос вызывается в сборную на товарищеский матч с Кувейтом, но весь матч он провёл на скамейке запасных. Теоретически он мог бы выступать за сборную Греции, но вызова оттуда не получал.
В марте 2009 года он проходил просмотр и вскоре был куплен английским «Норвичем». С новым клубом Теоклитос подписал двухлетний контракт. 8 августа 2009 года провёл свой первый официальный матч за команду против «Колчестер Юнайтед». Встреча закончилась поражением «Норвича» 1:7. Больше он никогда не надевал футболку «канареек», а в марте 2010 года контракт был официально расторгнут.
Майкл вернулся в Австралию и 13 марта 2010 года подписал трёхлетний контракт с «Брисбен Роар». В своём первом сезоне он показал рекордную сухую серию в 876 минут и стал чемпионом Австралии.
Летом 2012 года Майкл сменил фамилию Теоклитос на Тео.
Трижды Майкл признавался лучшим вратарём А-лиги (в сезоне 2006/07, 2007/08, 2010/11), дважды включался в символическую сборную по версии Ассоциации профессиональных футболистов Австралии (в сезоне 2008/09, 2010/11). В 2001 году признан лучшим молодым игроком Премьер-лиги Виктории.